# Widawa (Łódź)
Widawa is een dorp in het Poolse woiwodschap Łódź, in het district Łaski. De plaats maakt deel uit van de gemeente Widawa en telt 1300 inwoners.